# Beaucens
Beaucens – miejscowość i gmina we Francji, w regionie Oksytania, w departamencie Pireneje Wysokie.
Według danych na rok 1990 gminę zamieszkiwało 309 osób, a gęstość zaludnienia wynosiła 8 osób/km² (wśród 3020 gmin regionu Midi-Pireneje Beaucens plasuje się na 758. miejscu pod względem liczby ludności, natomiast pod względem powierzchni na miejscu 178).